# Cyrilia gomesi
Cyrilia gomesi is een soort in de taxonomische indeling van de Myzozoa, een stam van microscopische parasitaire dieren. Het organisme komt uit het geslacht Cyrilia en behoort tot de familie Haemogregarinidae. Cyrilia gomesi werd in 1981 ontdekt door Lainson.